# Fabbriche di Casabasciana
Fabbriche di Casabasciana è una frazione del comune italiano di Bagni di Lucca, nella provincia di Lucca, in Toscana.

## Geografia fisica
Il borgo di Fabbriche di Casabasciana si trova a un'altitudine di 202 metri, lungo la strada statale 12 dell'Abetone e del Brennero nel tratto che collega Bagni di Lucca con San Marcello Pistoiese. Il centro abitato sorge in un punto stradario nodale della val di Lima, presso il bivio per Casabasciana, borgo dal quale prende il nome. Il fiume Lima lambisce il paese a nord, e presso Fabbriche riceve i suoi affluenti Liegora e Riguzzaio.
Dista circa 5 km dal capoluogo comunale di Bagni di Lucca e poco più di 30 km da Lucca. È compresa nella frazione anche la località di Cevoli.

## Storia
Il paese sorse alla fine del XVIII secolo nei pressi della Lima, come corte del borgo collinare di Casabasciana. La località, denominata "In Corte", conobbe un periodo di sviluppo tra il 1850 e il 1860, quando venne realizzata la strada statale del Brennero e iniziarono a sorgere in questo punto una serie di fabbriche e opifici, una cartiera, una ferriera e una filanda. Il borgo prese il nome di Fabbriche di Casabasciana.
Durante gli anni della Resistenza, nel giugno del 1944, il paese fu teatro di un violento scontro tra la milizia tedesca e i partigiani comandati da Manrico Ducceschi, detto "Pippo", che già dalla primavera di quell'anno controllavano il territorio della val di Lima con avamposti strategici. La battaglia durò tre giorni, dall'11 al 13 giugno 1944, e si concluse con la vittoria dei partigiani e la morte di quarantacinque tedeschi.
A partire dal secondo dopoguerra, la produzione artigianale di Fabbriche di Casabasciana si concentra sulla lavorazione del gesso.

## Monumenti e luoghi d'interesse

### Architetture religiose
La chiesa dell'Immacolata Concezione della Beata Vergine Maria è il principale luogo di culto della frazione. È stata edificata tra il 1947 e il 1949 lungo la strada principale del paese, in forme semplici, muratura intonacata e dipinta e copertura a capanna. Presenta una facciata a salienti, con tre monofore sovrastanti il portale d'ingresso lunettato e incorniciato in pietra. L'interno presenta soffitto a capriate lignee.
Nella località di Cevoli, a nord-est del paese, si trova l'oratorio dello Sposalizio di Maria.

## Società

### Tradizioni e folclore
Ogni anno, l'ultima domenica di maggio, si tiene in paese una processione in onore di Maria Immacolata.